# 死ぬのは嫌だ、恐い。戦争反対!
『死ぬのは嫌だ、恐い。戦争反対!』（しぬのはいやだ、こわい。せんそうはんたい）は、1981年10月21日にアルファレコードから発売されたスネークマンショー2作目のアルバム。

## 概要
前作『スネークマン・ショー』のヒットにより制作された今作は「愛」と「平和」がテーマとなっており、スネークマンショー流の反戦運動として戦争反対の署名を送ると黒い羽根が贈られる「黒い羽根運動」が行われた。なお、献金も送られてきたが、それらは署名とともにユニセフに送られている。
音楽面はダンドゥットなどインドネシア音楽をフィーチャーしている。
ジャケットは赤十字を模したもの。発売当初のジャケットに対し、赤十字から抗議があり、それを受け十字の色を赤から金色に変えたという。
帯に「ラストアルバム」とある通り、桑原茂一、伊武雅刀、小林克也3人での最後のアルバムとなった。

## 収録曲

### A面
1. 愛の出発
2. 愛のチャンピオン号
ラジオ版のタイトルは「こちらエドウイン号」[4]。
3. THE ULTIMATE IN FUN: リップ・リグ&パニック
作曲: リップ・リグ&パニック
4. 愛の野球場
5. I WILL CALL YOU（AND ANOTHER FAMOUS LAST WORDS）: メロン
作詞・作曲: メロン
6. 愛のホテル（曲: エーゲ海の真珠）
7. BUNGA DAHLIA: SU'UDIAH
8. どんぐりころころ
9. PERSIAN LOVE: ホルガー・シューカイ
作詞・作曲: ホルガー・シューカイ

### B面
1. WISHING YOU'RE HERE 貴女がここに居てくれたなら…: THE SPOIL
作曲: 横山忠正
2. 愛の嵐（バラ肉のタンゴ）
3. 今日、恋が: 高橋幸宏
作曲: 高橋幸宏
4. 愛の匂い（ジムノペティ）
演奏: 坂本龍一
5. HONEY DEW: メロン
作詞・作曲: メロン
6. 愛の戦場（ブダペストの心）
7. GAM BANG